# Teatro dell'Odéon
L'Odéon – Teatro dell'Europa, ugualmente detto Teatro dell'Odéon, è un teatro situato nel VI arrondissement  di Parigi e inaugurato nel 1782.
Costruito tra il maggio del 1779 e il 1782 da Marie-Joseph Peyre e Charles De Wailly in stile neoclassico per accogliere gli attori della Comédie-Française o Théâtre-Français, divenne in seguito una istituzione separata.

## Storia

### Costruzione
Dal 1767, su richiesta del marchese de Marigny, direttore dei Bâtiments du Roi, Marie-Joseph Peyre e Charles De Wailly lavorarono al progetto di una nuova sala per il Teatro Francese i cui attori, da dodici anni, avevano trovato asilo nella sala macchine del Palazzo delle Tuileries. Il 26 marzo 1770 un decreto del Consiglio ordinò l'esecuzione del progetto sull'area del giardino del palazzo del principe di Condé, che desiderava disfarsene per potersi trasferire al Palazzo Borbone. De Wailly era il protetto di Marigny e Peyre l'architetto del principe di Condé, e amico di De Wailly dal tempo di un loro comune soggiorno a Roma.
Il loro progetto - rimaneggiato diverse volte - doveva però affrontare la concorrenza dei due progetti proposti dagli architetti dei Menus-Plaisirs du roi, Denis-Claude Liégeon e Jean Damun, sostenuti dagli attori, e della città di Parigi, con il suo architetto Pierre-Louis Moreau-Desproux. In definitiva, e grazie alla protezione di Monsieur, conte di Provenza e fratello del re Luigi XVI), e del conte d’Angiviller, direttore generale dei Bâtiments du Roi, il progetto Peyre e De Wailly prevalse nell'autunno del 1778.
I lavori iniziarono nel maggio del 1779, Peyre sarà principalmente responsabile degli esterni e De Wailly degli interni:
- L'esterno è di una sobrietà che confina con l'austerità. Ispirata dal Palladio, due arcate di comunicazione, sotto le quali si poteva stare al coperto, collegavano la facciata del teatro ai due padiglioni laterali, come Villa Pisani.
- Di pianta semicircolare, la sala del teatro fu la prima sala «all'italiana» avendo una platea (oggi chiamata orchestra) con panche; prima il pubblico di platea assisteva alla rappresentazione in piedi. Questa innovazione, che rispondeva alle nuove teorie concernenti l'architettura dei teatri, fu fortemente criticata all'epoca.

Il teatro doveva diventare il punto focale di un nuovo quartiere secondo il piano regolatore di Peyre e De Wailly del 1794. Un fascio di cinque vie (le vie Racine, Casimir-Delavigne, Odéon, Crébillon e Regnard) che convergono verso il portico d'entrata del teatro e che sboccano in una vasta piazza semicircolare, la piazza de l'Odéon, che serve e mette in valore il fabbricato. Questo quartiere offriva facilità di circolazione e di sosta notevoli per l'epoca.

### Inaugurazione
L'ubicazione del teatro era stata leggermente modificata in rapporto al progetto iniziale, in modo da avvicinarla al Palazzo del Lussemburgo, dimora di Monsieur, Conte di Provenza, fratello del re Luigi XVI, perché diventasse un nuovo abbellimento per la loro abitazione. Di fronte all'opposizione degli attori del teatro francese per la scelta di questa ubicazione, la Camera rese noto «che avrebbe ritirato loro i privilegi e le pensioni e che avrebbe formato un altro gruppo, se avessero continuato ad opporsi». Il 16 febbraio 1782, gli attori della Comédie-Française si installano nella loro nuova sede. Il nuovo Teatro Francese è inaugurato dalla regina Maria Antonietta il 9 aprile 1782.

### Alcuni avvenimenti rilevanti
- Il 27 aprile 1784, Le nozze di Figaro di Beaumarchais fu messo in scena da Dazincourt al Teatro dell'Odéon alla presenza della regina Maria Antonietta e della corte.
- Nel 1791, il gruppo della Comédie-Française si scinde. I repubblicani, condotti da Talma si installano sulla riva destra nel teatro del Palais-Royal — ancora oggi occupato dalla Comédie Française — mentre i realisti ribattezzano la nuova Comédie «Théâtre de l'Égalité», poi, nel 1796, Odéon, dall'omonimo edificio dell'antica Grecia, dove si svolgevano dei concorsi di musica.
- In seguito ad un incendio nel marzo del 1799, il teatro venne restaurato dall'architetto Jean-François-Thérèse Chalgrin nel 1807 e prese il nome di Teatro dell'Imperatrice.
- L’Odéon venne di nuovo distrutto da un incendio nel 1818 e ricostruito dall'architetto Pierre Thomas Baraguay, collaboratore di Chalgrin e architetto del vicino Palazzo del Lussemburgo. Questi soppresse i due padiglioni e i due archi, dando all'edificio l'aspetto che conserva tuttora. Il teatro riapre nel 1819 con il nome di Secondo teatro francese.
- Il 15 settembre 1826 avviene la prima assoluta di Ivanhoé di Gioachino Rossini.
- Il teatro molto più tardi, raggiunge la gloria con la compagnia di Madeleine Renaud e Jean-Louis Barrault che vi recitarono fino a maggio del 1968 quando venne occupato dagli universitari durante i moti studenteschi.
- Nel 1888, un nuovo soffitto era stato ordinato a Jean-Paul Laurens. È sostituito nel 1965 da un soffitto dipinto da André Masson.
- Dopo una rilevante opera di ristrutturazione, il teatro ha riaperto le sue porte nell'aprile del 2006.

## Statuto
L'Odeon è uno dei cinque teatri nazionali interamente sovvenzionato dal Ministero della cultura. Battezzato nel 1971 Teatro nazionale dell'Odéon, diventa nel 1990 l'Odéon –Teatro d'Europa sotto l'impulso del direttore artistico Giorgio Strehler.
È un edificio pubblico nazionale regolato dal Decreto n.68-905 del 21 ottobre 1968 modificato da ultimo con il Decreto n.2002-108 del 24 gennaio 2002.
Nel 1996, Georges Lavaudant è diventato direttore artistico dell’Odéon.